# До виђења, Тексасе
До виђења, Тексасе је епизода Кита Телера објављена у Лунов магнус стрипу бр. 262 који је изашао 22. јула 1977. године. Заједно са наредном свеском (ЛМС-263: Ренџер у Њујорку) чини јединствену епизоду. Имала је 86 страна и коштала је 10 динара. Аутор насловне стране није познат.

## Оригинална епизода
Оригинална епизода под бројем 116. објављена је у јулу 1973. године под насловом Un ranger a New York. Епизоду је нацртао Франко Бињоти (Frank Bignotti), познат по епизодама Загора, Мистер Ноа, Мартија Мистерије, и Тим и Дастија. Сценариста није познат. Насловницу је нацртао Френк Донатели (познат по епизодама Загора).

## Кратак садржај
Кларета одлази у Клериџ школу за девојке у Њујорку коју води госпођа Камила Кареј. Са њом као пратња одлази и Ани Четири Пиштоља. Програм школе предвиђа различите обике културних активности (учење француског језика, кукичање, исправно држање итд).
Кларета се брзо спријатељила са Стелом Стивенс, чији је ментор Ферли Финеган, бивши глумац, а сада власник њујоршког позоришта Дрери Лејн. Он их изводи на базен и у позориште. Невоље почињу када једне ноћи непозната особа преобучена у копца киднапује једну од девојака из школе. Полиција је немоћа да ухвати починиоца, тако да Ани у помоћ позива Кита.
Кит се спрема за пут у Њујорк, али за то време непознати нападач поново напада Кларету и Стелу, овога пута преобучен у Фауна, митско божанско биће које живи у шуми, а које карактеришпе бесрамност и окрутност.
Након тога, Кит стиже у Њујорк и креће са сопственом истрагом о томе ко терорише младе девојке школе Клериџ.

## Значај епизоде
За разлику од већине епизода које се дешавају у прерији или малим градовима у Тексaсу, ово је друга епизода у којој се радња смешта у урбану средину. (Први пут у епизодама Данхевнови наследници и Тајанствени замак, ЛМС-190/191.)
Ово је једна од најузбудљивијих и најзначајнијих епизода Малог ренџера, јер садржи драматуршка унапређења у односу на већину претходних епизода. За разлику од претходних епизода где је морао да хвата различите врсте негативаца чији је највећи мотив био материјално богатство, Кит је овај пут суочен са мистериозним фантомом који терорише запослене у позоришту. Фантом се појављује ниоткуда, има далеко суптилније методе, а његова мотивација за терорисањем младих девојака се, на први поглед, потпуно разликује од оне коју имају типични злочинци са којима се Кит сусреће. Наиме, у првом делу епизоде полиција верује да је отмичар ментално поремећен.
Епизода је очигледно инспирисама причом ”Фантом из опере”. (Финеган једне вечери одводи Кларету, Стелу и Ани на позоришну представу ”Вампир у опери” која се одржава у Дрери Лејну.)
Сматра се да од ове епузоде почиње златан период Малог ренџера.

## Репризе
Ова епизода репризирана је у Хрватској у издању Ван Гога 2013, године под насловом Ренџер у Њу Јорку.

## Претходна и наредна свеска ЛМС
Преходна свеска Малог ренџера у ЛМС носила је назив Прегршт пепела (ЛМС259), а наредна Ренџер у Њујорку (ЛМС263)